# هایاتو سوزوکی
هایاتو سوزوکی (انگلیسی: Hayato Suzuki؛ زادهٔ ۱۳ مهٔ ۱۹۸۲) بازیکن فوتبال اهل ژاپن است.
از باشگاه‌هایی که در آن بازی کرده‌است می‌توان به باشگاه فوتبال شیمیزو اس-پالس اشاره کرد.